# Carles Rexach
Carles Rexach i Cerdà (født 13. januar 1947), også kendt som Charly Rexach, er en tidligere fodboldspiller og træner fra Spanien. Har har brugt det meste af sin karriere i FC Barcelona.